# Arthur Ellis
Arthur Edward Ellis (Halifax, West Yorkshire, 8 de julho de 1914  -  23 de maio de 1999) foi um árbitro de futebol inglês.
Ellis foi árbitro nas competições da FA e nas competições internacionais da FIFA. Ele arbitrou nas Copas de 1950, 1954 e 1958; atuando como árbitro auxiliar na Final da Copa do Mundo da FIFA de 1950 e na disputa do terceiro lugar em 1954 e em 1958.

## Carreira
Ellis é mais lembrado por arbitrar a notória Batalha de Berna em 27 de junho de 1954, quando Brasil e Hungria fizeram uma batalha campal no Estádio Wankdorf, em Berna; e jogos da Copa dos Campeões entre Real Madrid e Barcelona  na temporada 1960 -1961. Nos minutos finais da partida, Ellis marcou impedimento quando Sandor Kocsis entrou na grande área do Real Madrid, e marcou um pênalti quando o húngaro sofreu uma falta. A gol resultante igualou o placar.
Ellis também viajou com a seleção inglesa na viagem para a Argentina, no verão de 1953. Ele foi o árbitro encarregado do jogo cancelado em Buenos Aires contra a Argentina em 17 de maio, quando choveu tanto que foi necessário chamar os jogadores para fora do campo depois de 23 minutos. Esta excursão começou, três dias antes, com a partida representativa no estádio do River Plate.  Ellis havia sido picado por um mosquito e foi informado que ele não poderia oficiar, mas ele se recusou a seguir o conselho médico e mais tarde foi apelidado de "o rato amarelo" por alguns dos jogadores ingleses por sua performance.
O San Lorenzo foi o adversário durante o jogo abandonado por ele em Highfield Road, contra o Coventry City, em janeiro de 1956. No primeiro tempo, após conceder um pênalti, Ellis foi chutado por Jose Sanfilippo e abandonou o jogo quando o jogador se recusou a sair de campo.  "Essas pessoas", escreveu Ellis, "precisam aprender o espírito esportivo e devemos ensiná-las. Os sul-americanos são mais excitáveis e mais apaixonados do que nós. Eles fazem coisas malucas, impulsivamente, e depois de alguns minutos eles estão genuinamente e profundamente arrependidos ".

## Vida após aposentadoria
Ellis ficou conhecido no Reino Unido por atuar como árbitro no gamehow It's a Knockout.  Morreu de câncer de próstata em 1999 aos 84 anos. Ellis publicou sua autobiografia em 1954, "Arbitrando ao redor do mundo", que detalhava os pontos altos de sua carreira como árbitro e mostrava 19 fotos.